# Hans Lippershey
Hans Lippershey (n. 1570, Wesel, Renania de Nord-Westfalia, Germania – d. septembrie 1619, Middelburg, Bouches-de-l'Escaut, Franța), cunoscut și ca Johann Lippershey sau Hans Lipperhey, a fost un optician neerlandez. Este considerat ca fiind primul inventator al telescopului, deși nu există dovezi indubitabile în acest sens.

## Biografie
Hans Lippershey s-a născut în 1570 la Wesel, în actualul land Nordrhein-Westfalen din Germania. În 1594, el s-a stabilit în Middelburg, capitala provinciei Zeelanda din Țările de Jos. S-a căsătorit acolo în același an și a devenit cetățean al Zeelandei în 1602. A devenit un maestru în șlefuirea lentilelor și fabricant de ochelari, deschizând un atelier și un magazin pentru vânzarea lentilelor și ochelarilor. A rămas în Middelburg pentru tot restul vieții sale. A murit la 29 septembrie 1619.

## Inventarea telescopului
Lui Hans Lippershey i se atribuie, de către o serie de istorici, inventarea telescopului refractor.
Astfel, la 2 octombrie 1608, el a trimis o cerere de brevet către stadhouderul Mauriciu de Nassau⁠(en)[traduceți], dar comisia care a analizat cererea a respins-o, având în vedere cererile similare formulate de Jacob Metius și Zacharias Janssen⁠(en)[traduceți] (fiecare dintre aceștia revendicând paternitatea invenției respective).
Există mai multe versiuni cu privire la modul în care Hans Lippershey a realizat această invenție. În una dintre ele se spune că Lippershey a observat doi copii jucându-se cu lentile în magazinul său și comentând modul în care acestea ar putea face ca un obiect îndepărtat să pară a fi mai aproape atunci când cineva se uită la acel obiect prin intermediul a două lentile. O altă versiune spune că un ucenic din atelierul de șlefuit lentile al lui Lippershey a avut această idee, de a alinia două lentile pentru a se privi prin ele, iar patronul său doar a dezvoltat această idee.
Instrumentul original al lui Lippershey consta fie două lentile convexe, care dădeau o imagine răsturnată, fie dintr-o lentilă convexă (obiectivul) și o lentilă concavă (ocularul), care dădeau o imagine normală.

## Recunoaștere
Craterul lunar Lippershey (crater)⁠(en)[traduceți], planeta minoră 31338 Lipperhey și exoplaneta Lipperhey (55 Cancri d)⁠(en)[traduceți] sunt numite astfel în cinstea lui Hans Lippershey.